# Elymus jacutensis
Elymus jacutensis är en gräsart som först beskrevs av Vasiliĭ Petrovich Drobow, och fick sitt nu gällande namn av Nikolai Nikolaievich Tzvelev. Elymus jacutensis ingår i släktet elmar, och familjen gräs. Inga underarter finns listade i Catalogue of Life.